# Tübatulabal (llengua)
El tübatulabal és una llengua de la família lingüística uto-asteca que tradicionalment era parlada al comtat de Kern, Califòrnia. És el llenguatge tradicional dels tübatulabal, que en gran part s'han desplaçat cap a l'anglès. L'idioma és considerat actualment llengua amenaçada.
En anglès, el nom tübatulabal es refereix tant a les persones tübatulabal com al seu llenguatge. No obstant això, en la pròpia llengua, el terme tübatulabal es refereix només al poble tübatulabal. El seu origen no és clar, però pot estar relacionat amb l'arrel substantiva tɨba- "pinyons". El terme tübatulabal per a la llengua és pakaːnil.

## Fonologia

### Fonologia segmental
Vocals
Hi ha sis fonemes vocàlics en tübatulabal:
|         | Anterior | Central | Posterior |
| ------- | -------- | ------- | --------- |
| Alta    | i        | ɨ       | u         |
| Mitjana | e        |         | ɔ         |
| Baixa   | a        | a       | a         |

Consonants
|                            | Labial | Alveolar plain | Palato-alveolar | Velar | Glotal |
| -------------------------- | ------ | -------------- | --------------- | ----- | ------ |
| Oclusiva sonora o africada | p      | t, t͡s          | t͡ʃ              | k     | ʔ      |
| Oclusiva sorda o africada  | b      | d, d͡z          | d͡ʒ              | ɡ     |        |
| Fricativa plana            |        |                | ʃ               |       | h      |
| Nasal                      | m      | n              |                 | ŋ     |        |
| Sonora                     |        | l              | j               | w     |        |

## Ortografia
Les transcripcions en aquest article segueix l'alfabet fonètic internacional (IPA). Gran part del material publicat en relació amb tübatulabal utilitza l'ortografia americanista. A més, el treball lingüístic més important en tübatulabal, la descripció gramatical original de la llengua, (Voegelin  1935) utilitza una ortografia una mica diferent.
Voegelin escriu ɨ com a ï i ɔ com a ô. També escriu ʃ com a c, t͡ʃ com a tc, ʔ com a ‘, d͡ʒ com a dž i j com a y. També utilitza una sèrie de símbols especials per alomorfs vocàlics. ι és un alomort de i, μ és un alomort de u, o és un alomort de ô (IPA ɔ), i ŏ és un alomort d'ambdós a and ô.
La lletra ü en el nom tübatulabal representa la vocal central no arrodonida ɨ.